# 埃斯珀内勒
埃斯珀内勒（法語：Espenel，法語發音：[ɛspənɛl]）是法国德龙省的一个市镇，属于迪镇区。

## 地理
埃斯珀内勒（44°41'2"N, 5°14'4"E）面积15.06 平方千米，位于法国奥弗涅-罗讷-阿尔卑斯大区德龙省，该省份为法国东南部内陆省份，北起顺时针与伊泽尔省、上阿尔卑斯省、上普罗旺斯阿尔卑斯省、沃克吕兹省和阿尔代什省接壤。
与埃斯珀内勒接壤的市镇（或旧市镇、城区）包括：欧雷勒、沙斯泰勒阿尔诺、迪瓦地区圣伯努瓦、韦尔舍尼、萨扬。

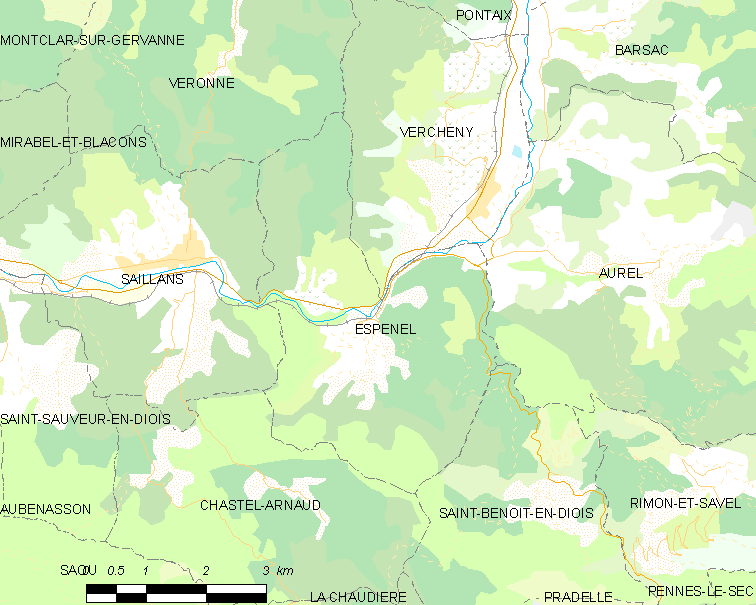
埃斯珀内勒的OSM定位图

埃斯珀内勒的时区为UTC+01:00、UTC+02:00（夏令时）。

## 行政
埃斯珀内勒的邮政编码为26340，INSEE市镇编码为26122。

## 政治
埃斯珀内勒所属的省级选区为迪瓦县。

## 人口

1962-2008年间埃斯珀内勒人口变化图示

埃斯珀内勒于2022年1月1日时的人口数量为189人。